# Kejsarfasan
Kejsarfasan (Lophura × imperialis) är en naturligt förekommande hybrid mellan edwardfasan och underarten annamensis av silverfasan.
Kejsarfasanen förekommer i skogar i Vietnam och Laos. Tidigare var den bara känd från ett par som fraktats till Europa 1923 av Jean Théodore Delacour. Kejsarfasanen återupptäcktes igen 1990, då en hane fångades och i februari 2000 fångades ytterligare en hane.
Kejsarfasanen är en mellanstor, uppemot 75 cm lång, fasan. Den adulta hanen är mörkblå med fjäderlöst rött ansikte, blå kam, röda ben och glänsande fjäderdräkt. Honan är brun med en kort brun fjäderkam på huvudet, svartaktig stjärt och svartaktiga vingpennor.